# Dustin Hoffman
Dustin Hoffman (Los Angeles, 1937. augusztus 8. –) kétszeres Oscar-díjas amerikai filmszínész, producer, Új-Hollywood legendás színészgenerációjának tagja.

## Fiatalkora és kezdeti pályafutása
1937. augusztus 8-án, Los Angelesben látta meg a napvilágot édesapja, Harry, és az amatőr színész édesanyja, Lilian elsőszülött gyermekeként. A család askenázi zsidó gyökerei az ukrajnai Kijevig és a moldvai Jászvásárig vezethetők vissza.
Dustin – veleszületett bizonytalansága és ingatag önértékelése ellenére – színészi ambíciókat dédelgetett, de a középiskola után a Santa Monica-i főiskolára iratkozott be, ahonnan két év múlva rossz eredményei miatt eltanácsolták. Előtte még elvégzett itt egy színészkurzust, mivel azt mondták, azon nem lehet megbukni. Az elkövetkezendő években Dustin Hoffman több oktatási intézményt látogatott: többek közt a Los Angeles-i konzervatóriumban és a Pasadena Playhouse-ban tanult, majd jelentkezett a Broadwayen, de mivel nem talált szerepet, felcsapott szendvicsembernek. Ezt követően többszöri nekirugaszkodás után felvételt nyert Lee Strasberg legendás színiiskolájába, ahol az ő és szobatársa, Gene Hackman (aki egy konyhában szállásolta el) nevét később feltüntették azon a „szégyentablón”, amelyen a legtehetségtelenebbnek tartott növendékeket tartották számon „Legkevésbé valószínű, hogy sikert arat” címszó alatt.

## Pályafutása

### A Broadway után, diploma előtt
Hoffman később elszegődött Bostonba, az ottani színházhoz, majd visszatért a Broadway-re, ahol segédrendezőként és színészként egyaránt foglalkoztatták. Egy Alan Arkin által rendezett bohózatban figyelt fel rá Mike Nichols filmrendező, és rögtön szerepet ajánlott neki Diploma előtt című filmjében. Hoffman kapva kapott az alkalmon, és úgy tűnt, véget ért a szamárlétra fokainak taposása, hiszen Nichols drámai mélységeket hordozó filmjében a fiatal Hoffman érzékeny alakítására az egész világ felfigyelt. Az ifjú színészt Benjamin Braddock szerepéért rögtön Oscar- és Golden Globe-díjra jelölték. Hoffmannak azonban nem szállt a fejébe a dicsőség, és visszatért a színpadra is, ugyanakkor filmes szekere is meglódult. Drámai és western hátterű filmek következtek, mint az Éjféli cowboy Jon Voighttal, vagy a Kis nagy ember Faye Dunaway-jel és Martin Balsammal, és előbbiért BAFTA-díjat nyert. Hoffman a sikerek hatására egymás után sok filmben szerepelt: Sam Peckinpah legendás thrillerének, az 1971-es Szalmakutyáknak is főszereplője volt, majd Steve McQueen mellett főszerepet játszott Franklin J. Schaffner híres kalandfilmjében, a Pillangóban. Hoffman, aki előtt sarkig tárultak a hollywoodi mozi kapui, időről időre visszatért a színpadhoz is: a Broadway-en rendezőként is debütált, majd a főszerepet játszotta Arthur Miller Az ügynök halála című darabjában, és az előadás televíziós változatáért Emmy-díjat kapott, de volt színpadon Shylock is A velencei kalmárban.

### Kramer kontra Kramer, az elnök és az esőember
Az 1976-os Az elnök emberei volt a következő jelentős filmsikere, amelyben Robert Redford oldalán a Richard Nixon Watergate-botrányának részletei után nyomoz. Majd a lesújtó politikai körképpel megterhelt mozi után 1979-ben a Kramer kontra Kramer társadalomkritikus drámájáért elnyerte a legjobb férfi főszereplőnek járó Oscar-díjat. Robert Benton alkotását, mely az amerikai családmodell és erkölcsi klíma megalapozott, mikrorealista kritikáját adja, gyorsan a szívébe zárta a közönség, és az egyszerű, de érzékeny történet sokakat megérintett. Hoffman valósággal brillírozott a magára maradt családapa szerepében, aki kénytelen alárendelni szakmai pályafutását gyermeke biztonságának és jövőjének. Következő sikerében, az Aranyoskámban kivételes átváltozóművészetének legjobb példáját adta: nőszerepben idétlenkedte végig Sydney Pollack filmjét Jessica Lange oldalán, és ismét díjakkal halmozták el. Második Oscarját azonban egy újabb társadalmi dráma, az Esőember hozta meg számára, amelyben Tom Cruise alakította karakter autista bátyját, Raymondot keltette életre. Hoffman tökéletesen mutatta meg a kiszolgáltatott, magányos férfi lélekrajzát, visszafogott mimikája és nehézkes beszéde legendássá vált.

### Az 1990-es évektől napjainkig
Az 1990-es években Hoffman további kasszasikerekkel folytatta, de egyre többször bukkant fel apró epizódokban. Játszott kevésbé eredményes mozikban is, így a Hookban, a Billy Bathgateben, vagy a Mondvacsinált hős-ben, de a nagyszabású szuperprodukciók, mint A vírus, vagy A gömb sem kerülhették el, és természetesen a filmdrámákhoz is visszatért. A Pokoli lecke c. alkotásban alkoholista védőügyvéd, az Amikor a farok csóválja… című politikai- és médiaszatírában pedig flegma, bogaras filmproducertalakított. Barátjával, Gene Hackmannel 2003-ban szerepelt először együtt filmen: Az ítélet eladó című tárgyalótermi drámában. Emellett olyan filmekkel folytatta, mint a 2004-es Én, Pán Péter, a 2006-os A parfüm: Egy gyilkos története, vagy a szintén 2006-ban forgatott Felforgatókönyv.

## Filmográfia

### Film
A színészt leggyakrabban Tahi Tóth László szinkronizálta. Háda János, Végvári Tamás és Szakácsi Sándor is több alkalommal kölcsönözte Hoffman magyar hangját.
Azonban előfordulnak ettől merőben eltérő szinkronrendezői megoldások is: a Diploma előtt (Fazekas István), a Hook (Velenczey István), a Dick Tracy, a Billy Bathgate és a Mondvacsinált hős (Varga T. József).
| Év   | Magyar cím                                   | Eredeti cím                                                                 | Szerep                            | Magyar hang      | Rendező                  |
| ---- | -------------------------------------------- | --------------------------------------------------------------------------- | --------------------------------- | ---------------- | ------------------------ |
| 1967 |                                              | The Tiger Makes Out                                                         | Hap                               |                  | Arthur Hiller            |
| 1967 | Diploma előtt                                | The Graduate                                                                | Benjamin "Ben" Braddock           | Fazekas István   | Mike Nichols             |
| 1968 | Madigan végrendelete                         | Madigan's Millions                                                          | Jason Fister                      | Háda János       | Stanley Prager           |
| 1969 | Éjféli cowboy                                | Midnight Cowboy                                                             | Enrico Salvatore "Ratso" Rizzo    | Tahi Tóth László | John Schlesinger (1.)    |
| 1969 | Éjféli cowboy                                | Midnight Cowboy                                                             | Enrico Salvatore "Ratso" Rizzo    | Tahi Tóth László | John Schlesinger (1.)    |
| 1969 | Éjféli cowboy                                | Midnight Cowboy                                                             | Enrico Salvatore "Ratso" Rizzo    | Háda János       | John Schlesinger (1.)    |
| 1969 | John és Mary                                 | John and Mary                                                               | John                              | Szacsvay László  | Peter Yates              |
| 1970 | Kis nagy ember                               | Little Big Man                                                              | Jack Crabb                        | Márton András    | Arthur Penn              |
| 1970 | Kis nagy ember                               | Little Big Man                                                              | Jack Crabb                        | Márton András    | Arthur Penn              |
| 1970 | Kis nagy ember                               | Little Big Man                                                              | Jack Crabb                        | Háda János       | Arthur Penn              |
| 1970 | Kis nagy ember                               | Little Big Man                                                              | Jack Crabb idősen                 | Pethes Sándor    | Arthur Penn              |
| 1970 | Kis nagy ember                               | Little Big Man                                                              | Jack Crabb idősen                 | Tyll Attila      | Arthur Penn              |
| 1970 | Kis nagy ember                               | Little Big Man                                                              | Jack Crabb idősen                 | Gruber Hugó      | Arthur Penn              |
| 1971 |                                              | Who Is Harry Kellerman and Why Is He Saying Those Terrible Things About Me? | Georgie Soloway                   |                  | Ulu Grosbard (1.)        |
| 1971 | Szalmakutyák                                 | Straw Dogs                                                                  | David Sumner                      | Háda János       | Sam Peckinpah            |
| 1972 | Alfredo, Alfredo                             | Alfredo, Alfredo                                                            | Alfredo Sbisà                     | Sinkó László     | Pietro Germi             |
| 1972 | Alfredo, Alfredo                             | Alfredo, Alfredo                                                            | Alfredo Sbisà                     | Kaszás Gergő     | Pietro Germi             |
| 1973 | Pillangó                                     | Papillon                                                                    | Louis Dega                        | Kaszás Attila    | Franklin J. Schaffner    |
| 1973 | Pillangó                                     | Papillon                                                                    | Louis Dega                        | Görög László     | Franklin J. Schaffner    |
| 1974 | Lenny                                        | Lenny                                                                       | Lenny Bruce                       | Kaszás Attila    | Bob Fosse                |
| 1976 | Az elnök emberei                             | All the President's Men                                                     | Carl Bernstein                    | Dunai Tamás      | Alan J. Pakula           |
| 1976 | Az elnök emberei                             | All the President's Men                                                     | Carl Bernstein                    | Háda János       | Alan J. Pakula           |
| 1976 | Az elnök emberei                             | All the President's Men                                                     | Carl Bernstein                    | Galbenisz Tomasz | Alan J. Pakula           |
| 1976 | Maraton életre-halálra                       | Marathon Man                                                                | Thomas Babington "Babe" Levy      | Tahi Tóth László | John Schlesinger (2.)    |
| 1978 | Próbaidő                                     | Straight Time                                                               | Max Dembo                         | Gáti Oszkár      | Ulu Grosbard (2.)        |
| 1979 | Agatha                                       | Agatha                                                                      | Wally Stanton                     | Háda János       | Michael Apted            |
| 1979 | Kramer kontra Kramer                         | Kramer vs. Kramer                                                           | Ted Kramer                        | Végvári Tamás    | Robert Benton (1.)       |
| 1979 | Kramer kontra Kramer                         | Kramer vs. Kramer                                                           | Ted Kramer                        | Szakácsi Sándor  | Robert Benton (1.)       |
| 1982 | Aranyoskám                                   | Tootsie                                                                     | Michael Dorsey / Dorothy Michaels | Szakácsi Sándor  | Sydney Pollack           |
| 1987 | Ishtar                                       | Ishtar                                                                      | Chuck Clarke                      | Rátóti Zoltán    | Elaine May               |
| 1987 | Ishtar                                       | Ishtar                                                                      | Chuck Clarke                      | Háda János       | Elaine May               |
| 1988 | Esőember                                     | Rain Man                                                                    | Raymond "Ray" Babbitt             | Tahi Tóth László | Barry Levinson (1.)      |
| 1989 | Családi ügy                                  | Family Business                                                             | Vito McMullen                     | Tahi Tóth László | Sidney Lumet             |
| 1990 | Dick Tracy                                   | Dick Tracy                                                                  | Motyogó                           | Varga T. József  | Warren Beatty            |
| 1991 | Billy Bathgate                               | Billy Bathgate                                                              | Dutch Schultz                     | Varga T. József  | Robert Benton (2.)       |
| 1991 | Hook                                         | Hook                                                                        | James Hook kapitány               | Velenczey István | Steven Spielberg         |
| 1992 | Mondvacsinált hős                            | Hero                                                                        | Bernard "Bernie" Laplante         | Varga T. József  | Stephen Frears (1.)      |
| 1995 | Vírus                                        | Outbreak                                                                    | Sam Daniels ezredes               | Szakácsi Sándor  | Wolfgang Petersen        |
| 1996 | Pokoli lecke                                 | Sleepers                                                                    | Danny Snyder                      | Végvári Tamás    | Barry Levinson (2.)      |
| 1996 | Amerikai bölény                              | American Buffalo                                                            | Walt "Teach" Teacher              |                  | Michael Corrente         |
| 1997 | Őrült város                                  | Mad City                                                                    | Max Brackett                      | Helyey László    | Costa-Gavras             |
| 1997 | Amikor a farok csóválja…                     | Wag the Dog                                                                 | Stanley Motss                     | Szakácsi Sándor  | Barry Levinson (3.)      |
| 1998 | A gömb                                       | Sphere                                                                      | Dr. Norman Goodman                | Tahi Tóth László | Barry Levinson (4.)      |
| 1999 | Jeanne d’Arc – Az orléans-i szűz             | The Messenger: The Story of Joan of Arc                                     | Lelkiismeret                      | Rajhona Ádám     | Luc Besson               |
| 2002 | Holdfényév                                   | Moonlight Mile                                                              | Ben Floss                         | Végvári Tamás    | Brad Silberling          |
| 2003 | Lépéselőny                                   | Confidence                                                                  | Winston King                      | Tahi Tóth László | James Foley              |
| 2003 | Az ítélet eladó                              | Runaway Jury                                                                | Wendell Rohr                      | Tahi Tóth László | Gary Fleder              |
| 2004 | Én, Pán Péter                                | Finding Neverland                                                           | Charles Frohman                   | Végvári Tamás    | Marc Forster (1.)        |
| 2004 | Multik haza!                                 | I Heart Huckabees                                                           | Bernard Jaffe                     | Végvári Tamás    | David O. Russell         |
| 2004 | Vejedre ütök                                 | Meet the Fockers                                                            | Bernie Bekúr                      | Szakácsi Sándor  | Jay Roach                |
| 2004 | Lemony Snicket: A balszerencse áradása       | Lemony Snicket's A Series of Unfortunate Events                             | A kritikus (cameo)                | Tahi Tóth László | Brad Silberling          |
| 2005 | Pata-csata                                   | Racing Stripes                                                              | Kökörcsin (hangja)                | Gálvölgyi János  | Frederik Du Chau         |
| 2005 | El Tropico                                   | The Lost City                                                               | Meyer Lansky                      | Tahi Tóth László | Andy García              |
| 2006 | Egy gyilkos története                        | Perfume: The Story of a Murderer                                            | Giuseppe Baldini                  | Tahi Tóth László | Tom Tykwer               |
| 2006 | Felforgatókönyv                              | Stranger than Fiction                                                       | Jules Hilbert professzor          | Tahi Tóth László | Marc Forster (2.)        |
| 2007 | Mr. Magorium meseboltja                      | Mr. Magorium's Wonder Emporium                                              | Mr. Edward Magorium               | Tahi Tóth László | Zach Helm                |
| 2008 | Kung Fu Panda                                | Kung Fu Panda                                                               | Shifu mester (hangja)             | Tahi Tóth László | John Stevenson           |
| 2008 | Kung Fu Panda                                | Kung Fu Panda                                                               | Shifu mester (hangja)             | Tahi Tóth László | Mark Osborne             |
| 2008 | Kung Fu Panda – A harc művészete (rövidfilm) | Secrets of the Furious Five                                                 | Shifu mester (hangja)             | Tahi Tóth László | Raman Hui                |
| 2008 | Szerelem második látásra                     | Last Chance Harvey                                                          | Harvey Shine                      | Végvári Tamás    | Joel Hopkins             |
| 2008 | Cincin lovag                                 | The Tale of Despereaux                                                      | Luci Feri (hangja)                | Tahi Tóth László | Sam Fell                 |
| 2008 | Cincin lovag                                 | The Tale of Despereaux                                                      | Luci Feri (hangja)                | Tahi Tóth László | Rob Stevenhagen          |
| 2010 | Barney és a nők                              | Barney's Version                                                            | Israel "Izzy" Panofsky            | Tahi Tóth László | Richard J. Lewis         |
| 2010 | Utódomra ütök                                | Little Fockers                                                              | Bernie Bekúr                      | Tahi Tóth László | Paul Weitz               |
| 2011 | Kung Fu Panda 2.                             | Kung Fu Panda 2                                                             | Shifu mester (hangja)             | Tahi Tóth László | Jennifer Yuh Nelson (1.) |
| 2011 | Kung Fu Panda: Legendás mesterek (rövidfilm) | Kung Fu Panda: Secrets of the Masters                                       | Shifu mester (hangja)             |                  | Tony Leondis             |
| 2012 | Kvartett – A nagy négyes                     | Quartet                                                                     | önmaga                            |                  | Dustin Hoffman           |
| 2014 | A séf                                        | Chef                                                                        | Riva                              | Tahi Tóth László | Jon Favreau              |
| 2014 | A kórus                                      | Boychoir                                                                    | Carvelle                          | Tahi Tóth László | François Girard          |
| 2014 | A cipőbűvölő                                 | The Cobbler                                                                 | Abraham Simkin                    | Tahi Tóth László | Tom McCarthy             |
| 2015 | A program: Egy legenda bukása                | The Program                                                                 | Bob Hamman                        | Tahi Tóth László | Stephen Frears (2.)      |
| 2016 | Kung Fu Panda – A tekercs titkai (rövidfilm) | Kung Fu Panda: Secrets of the Scroll                                        | Shifu mester / harcos (hangja)    |                  | Rodolphe Guenoden        |
| 2016 | Kung Fu Panda 3.                             | Kung Fu Panda 3                                                             | Shifu mester (hangja)             | Tahi Tóth László | Jennifer Yuh Nelson (2.) |
| 2016 | Kung Fu Panda 3.                             | Kung Fu Panda 3                                                             | Shifu mester (hangja)             | Tahi Tóth László | Alessandro Carloni       |
| 2017 | A Meyerowitz-történetek                      | The Meyerowitz Stories                                                      | Harold Meyerowitz                 |                  | Noah Baumbach            |
| 2019 |                                              | L'uomo del labirinto                                                        | Green doktor                      |                  | Donato Carrisi           |
| 2022 |                                              | As They Made Us                                                             | Eugene                            |                  | Mayim Bialik             |
| 2022 | Sam és Kate                                  | Sam & Kate                                                                  | Bill                              |                  | Darren Le Gallo          |
| 2024 | Kung Fu Panda 4.                             | Kung Fu Panda 4                                                             | Shifu mester (hangja)             | Márton András    | Mike Mitchell            |
| 2024 | Megalopolisz                                 | Megalopolis                                                                 | Nush Berman                       |                  | Francis Ford Coppola     |

Dokumentumfilmek
- Common Threads: Stories from the Quilt (1989) – narrátor
- Jews and Baseball: An American Love Story (2010) – narrátor

## Fontosabb díjak, jelölések
BAFTA-díj

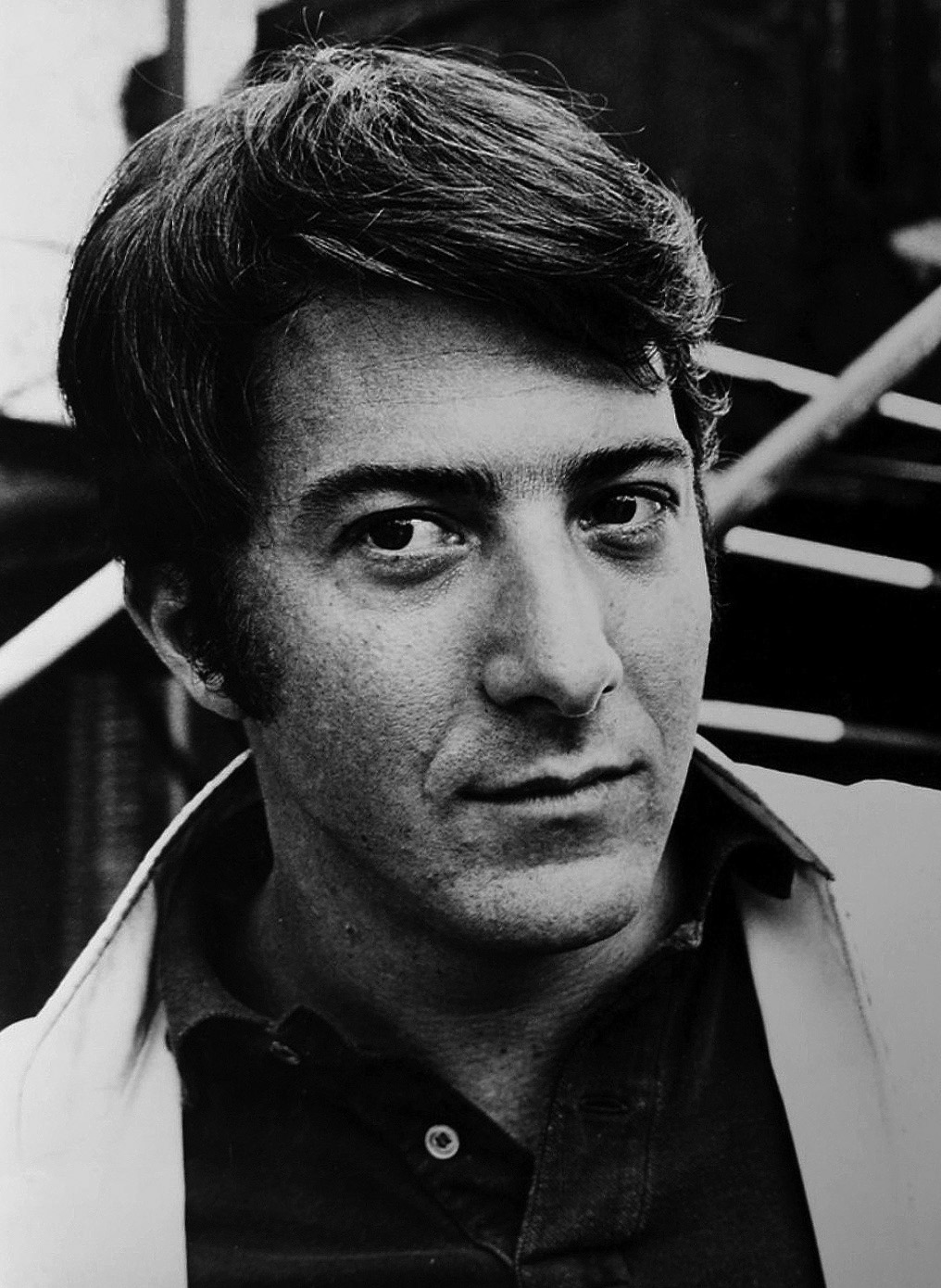
1968-ban

- 1970 – díj: legjobb férfi főszereplő – Éjféli cowboy és John and Mary
- 1984 – díj legjobb férfi főszereplő – Aranyoskám

Oscar-díj
- 1968 – jelölés: legjobb férfi főszereplő – Diploma előtt
- 1980 – díj: legjobb férfi főszereplő – Kramer kontra Kramer
- 1989 – díj: legjobb férfi főszereplő – Esőember
- 1998 – jelölés: legjobb férfi főszereplő – Amikor a farok csóválja...

Golden Globe-díj
- 1968 – jelölés: legjobb férfi főszereplő – Diploma előtt
- 1968 – jelölés: legígéretesebb elsőfilmes – Diploma előtt
- 1983 – díj: legjobb férfi főszereplő – Aranyoskám
- 1989 – díj: legjobb férfi főszereplő – Esőember
- 1997 – díj: Cecil B. DeMille-életműdíj